# Maradidevigere, Hiriyur
Maradidevigere là một làng thuộc tehsil Hiriyur, huyện Chitradurga, bang Karnataka, Ấn Độ.